# Morti nel 2014/Giugno
| Questa pagina contiene informazioni ricavate automaticamente dalle voci biografiche con l'ausilio del template Bio e di un bot. L'aggiornamento è periodico e automatico e ricostruisce completamente la pagina. Se manca una persona in questa lista, sei pregato di non aggiungerla, ma accertati piuttosto che la sua voce biografica contenga il template Bio e che i dati anagrafici siano correttamente compilati. Se il template Bio manca, inseriscilo tu stesso o, in alternativa, metti l'avviso {{tmp\|Bio}} che ne segnala la mancanza. Se i dati riportati sono sbagliati, correggi direttamente la voce biografica; le modifiche saranno visibili in questa lista entro pochi giorni. Per chiarimenti vedi il progetto biografie. La lista contiene solo le 156 persone che sono citate nell'enciclopedia e per le quali è stato implementato correttamente il template Bio. Pagina aggiornata al 10 ago 2025. |

- 1º giugno - Fausto Calderazzo, chimico italiano (n. 1930)
- 1º giugno - Ann B. Davis, attrice statunitense (n. 1926)
- 1º giugno - Edmond Acar, imprenditore libanese (n. 1926)
- 1º giugno - Valentin Mankin, velista sovietico (n. 1938)
- 1º giugno - Marinho Chagas, calciatore brasiliano (n. 1952)
- 1º giugno - Antonio Rada, calciatore colombiano (n. 1937)
- 1º giugno - Luciano Radi, politico italiano (n. 1922)
- 2 giugno - Ivan Brzić, allenatore di calcio e calciatore jugoslavo (n. 1941)
- 2 giugno - Nikolaj Chrenkov, bobbista russo (n. 1984)
- 2 giugno - Anatol Grinţescu, pallanuotista e allenatore di pallanuoto rumeno (n. 1939)
- 2 giugno - Gennadij Gusarov, calciatore sovietico (n. 1937)
- 2 giugno - James Keegstra, insegnante e politico canadese (n. 1934)
- 2 giugno - Duraisamy Simon Lourdusamy, cardinale e arcivescovo cattolico indiano (n. 1924)
- 2 giugno - Alexander Shulgin, chimico, biochimico e farmacologo statunitense (n. 1925)
- 2 giugno - Ilaria Toesca, storica dell'arte e funzionaria italiana (n. 1928)
- 3 giugno - Antonio Frigerio, cestista e allenatore di pallacanestro italiano (n. 1940)
- 3 giugno - Karl Harris, pilota motociclistico britannico (n. 1979)
- 3 giugno - André Lochon, pallanuotista francese (n. 1932)
- 3 giugno - Lucie Scheinostová, cestista cecoslovacca (n. 1927)
- 4 giugno - Abu Abd al-Rahman al-Bilawi, militare e terrorista iracheno (n. 1971)
- 4 giugno - Carlo Novelli, calciatore italiano (n. 1935)
- 4 giugno - Clifford Severn, attore statunitense (n. 1925)
- 5 giugno - Nina Byers, fisica e docente statunitense (n. 1930)
- 5 giugno - Alberto Cecchi, politico e giornalista italiano (n. 1924)
- 6 giugno - Karen DeCrow, avvocata e attivista statunitense (n. 1937)
- 6 giugno - Alain Desaever, ciclista su strada e pistard belga (n. 1952)
- 6 giugno - Carlos Montes, cestista spagnolo (n. 1965)
- 6 giugno - Lorna Wing, psichiatra britannica (n. 1928)
- 6 giugno - Sandro Zambetti, giornalista e critico cinematografico italiano (n. 1927)
- 7 giugno - José Carbone, calciatore argentino (n. 1930)
- 7 giugno - Alan Douglas, produttore discografico statunitense (n. 1931)
- 7 giugno - Kevin Elyot, drammaturgo e sceneggiatore inglese (n. 1951)
- 7 giugno - Fernando Lúcio da Costa, allenatore di calcio e calciatore brasiliano (n. 1978)
- 7 giugno - Bambi Fossati, cantante, compositore e chitarrista italiano (n. 1949)
- 7 giugno - Jacques Herlin, attore francese (n. 1927)
- 7 giugno - Ugo Marchesi, politico italiano (n. 1920)
- 7 giugno - Clara Schroth-Lomady, ginnasta statunitense (n. 1920)
- 7 giugno - David Tyšler, schermidore sovietico (n. 1927)
- 8 giugno - Luca Canali, latinista, scrittore e traduttore italiano (n. 1925)
- 8 giugno - Alexander Imich, parapsicologo, chimico e supercentenario polacco (n. 1903)
- 8 giugno - Veronica Lazar, attrice e psicologa rumena (n. 1938)
- 8 giugno - Celio Roncancio, ciclista su strada colombiano (n. 1966)
- 8 giugno - Ivo Vinco, basso italiano (n. 1927)
- 8 giugno - Yoshihito, principe Katsura, principe giapponese (n. 1948)
- 9 giugno - Bernard Agré, cardinale e arcivescovo cattolico ivoriano (n. 1926)
- 9 giugno - William Ashley Bradfield, ingegnere e astronomo neozelandese (n. 1927)
- 9 giugno - Edmund Bruggmann, sciatore alpino svizzero (n. 1943)
- 9 giugno - Alison Burton, tennista australiana (n. 1921)
- 9 giugno - Stuart Long, pugile e presbitero statunitense (n. 1963)
- 9 giugno - Rik Mayall, attore, comico e scrittore britannico (n. 1958)
- 9 giugno - Enrico Pratesi, calciatore italiano (n. 1930)
- 10 giugno - Sebastián Alabanda, calciatore spagnolo (n. 1950)
- 10 giugno - Uri Avner, scacchista e compositore di scacchi israeliano (n. 1941)
- 10 giugno - Paolo Facchinetti, giornalista e scrittore italiano (n. 1938)
- 11 giugno - Michael Braun, regista e sceneggiatore tedesco (n. 1930)
- 11 giugno - Horațiu Bădiță, nuotatore rumeno (n. 1976)
- 11 giugno - Michel Darbellay, alpinista svizzero (n. 1934)
- 11 giugno - Ruby Dee, attrice, attivista e sceneggiatrice statunitense (n. 1922)
- 11 giugno - Rafael Frühbeck de Burgos, direttore d'orchestra e compositore spagnolo (n. 1933)
- 11 giugno - Kōstas Mourouzīs, cestista e allenatore di pallacanestro greco (n. 1934)
- 11 giugno - Gilles Ségal, attore e drammaturgo rumeno (n. 1929)
- 11 giugno - Vital João Geraldo Wilderink, vescovo cattolico olandese (n. 1931)
- 12 giugno - Bartolo Ciccardini, politico e giornalista italiano (n. 1928)
- 12 giugno - Nabil Hemani, calciatore algerino (n. 1979)
- 12 giugno - Carla Laemmle, attrice statunitense (n. 1909)
- 12 giugno - Gunnel Linde, scrittrice e giornalista svedese (n. 1924)
- 12 giugno - Jimmy Scott, cantante statunitense (n. 1925)
- 13 giugno - Gyula Grosics, allenatore di calcio e calciatore ungherese (n. 1926)
- 13 giugno - Marlene, cantante e attrice brasiliana (n. 1922)
- 13 giugno - Chuck Noll, giocatore di football americano e allenatore di football americano statunitense (n. 1932)
- 14 giugno - Bob Campbell, fotografo britannico (n. 1930)
- 14 giugno - Isabelle Collin Dufresne, artista francese (n. 1935)
- 14 giugno - Irene Forbes, schermitrice cubana (n. 1949)
- 14 giugno - José Gómez Lucas, ciclista su strada spagnolo (n. 1944)
- 14 giugno - Francis Matthews, attore britannico (n. 1927)
- 14 giugno - Magdolna Szabics, cestista ungherese (n. 1949)
- 14 giugno - Maria Wonenburger, matematica spagnola (n. 1927)
- 14 giugno - Manuel Álvarez Ortega, poeta, scrittore e traduttore spagnolo (n. 1923)
- 15 giugno - Jacques Bergerac, attore francese (n. 1927)
- 15 giugno - György Bokor, cestista ungherese (n. 1928)
- 15 giugno - Rino Bulbarelli, giornalista italiano (n. 1931)
- 15 giugno - Enrico Castelnuovo, storico dell'arte italiano (n. 1929)
- 15 giugno - Giancarlo Danova, allenatore di calcio e calciatore italiano (n. 1938)
- 15 giugno - Casey Kasem, conduttore radiofonico, doppiatore e attore statunitense (n. 1932)
- 15 giugno - Daniel Keyes, autore di fantascienza statunitense (n. 1927)
- 15 giugno - Nick Nostro, regista italiano (n. 1931)
- 16 giugno - Plácido Bilbao, calciatore spagnolo (n. 1940)
- 16 giugno - Isabel de Madariaga, storica britannica (n. 1919)
- 16 giugno - Tony Gwynn, giocatore di baseball statunitense (n. 1960)
- 16 giugno - Maria Perosino, scrittrice e storica dell'arte italiana (n. 1961)
- 16 giugno - Mario Stancati, politico italiano
- 16 giugno - Heinz Zemanek, informatico austriaco (n. 1920)
- 17 giugno - Paul England, pilota automobilistico australiano (n. 1929)
- 17 giugno - Mario Llamas, tennista messicano (n. 1928)
- 17 giugno - Jorge Romo Fuentes, calciatore messicano (n. 1923)
- 18 giugno - Enrico Barisone, militare italiano (n. 1941)
- 18 giugno - Stephanie Louise Kwolek, chimica statunitense (n. 1923)
- 18 giugno - Horace Silver, pianista e compositore statunitense (n. 1928)
- 19 giugno - Gisela Fischer, attrice tedesca (n. 1929)
- 19 giugno - Gerry Goffin, paroliere e cantante statunitense (n. 1939)
- 19 giugno - Edoardo Speranza, politico italiano (n. 1929)
- 20 giugno - Oberdan Cattani, calciatore brasiliano (n. 1919)
- 20 giugno - Florica Lavric, canottiera rumena (n. 1962)
- 20 giugno - Ernesto Tabujara, ingegnere filippino
- 20 giugno - Caty Torta, pittrice italiana (n. 1920)
- 20 giugno - Jaroslav Walter, hockeista su ghiaccio cecoslovacco (n. 1939)
- 21 giugno - Marina Cepeda Fuentes, giornalista, scrittrice e conduttrice radiofonica spagnola (n. 1946)
- 21 giugno - Gerard Conlon, attivista nordirlandese (n. 1954)
- 21 giugno - Alberto Croce, pittore e scultore italiano (n. 1933)
- 21 giugno - Sergio Filippini, attore svizzero (n. 1938)
- 21 giugno - Robert Gardner, antropologo e regista statunitense (n. 1925)
- 21 giugno - Walter Kieber, politico liechtensteinese (n. 1931)
- 21 giugno - Glicerio Vettori, imprenditore e politico italiano (n. 1922)
- 22 giugno - Werner Biskup, allenatore di calcio e calciatore tedesco (n. 1942)
- 22 giugno - Aleksandr Shadrin, calciatore uzbeko (n. 1988)
- 22 giugno - Bruno Zumino, fisico italiano (n. 1923)
- 23 giugno - Małgorzata Braunek, attrice polacca (n. 1947)
- 24 giugno - Bruno Ambrosi, giornalista e politico italiano (n. 1930)
- 24 giugno - Donald Allan Darling, statistico statunitense (n. 1915)
- 24 giugno - Bianca Guidetti Serra, partigiana, avvocata e politica italiana (n. 1919)
- 24 giugno - Antonio Pettinicchi, pittore e incisore italiano (n. 1925)
- 24 giugno - Paolo Salvati, pittore italiano (n. 1939)
- 24 giugno - Ramón José Velásquez, politico, giornalista e storico venezuelano (n. 1916)
- 24 giugno - Eli Wallach, attore statunitense (n. 1915)
- 25 giugno - Salwa Bughaighis, attivista libica (n. 1963)
- 25 giugno - John Fantham, calciatore inglese (n. 1939)
- 25 giugno - Ana María Matute, scrittrice spagnola (n. 1925)
- 25 giugno - Luigi Tola, artista e poeta italiano (n. 1930)
- 26 giugno - Lidija Alekseeva, cestista e allenatrice di pallacanestro sovietica (n. 1924)
- 26 giugno - Howard Baker, politico e diplomatico statunitense (n. 1925)
- 26 giugno - Mary Rodgers, scrittrice e compositrice inglese (n. 1931)
- 26 giugno - Julius Rudel, direttore d'orchestra statunitense (n. 1921)
- 26 giugno - Artan Santo, imprenditore e banchiere albanese (n. 1956)
- 27 giugno - Paolo Barbaro, scrittore e ingegnere italiano (n. 1922)
- 27 giugno - Leslie Manigat, politico haitiano (n. 1930)
- 27 giugno - Bobby Womack, cantautore e chitarrista statunitense (n. 1944)
- 28 giugno - Guido Boni, ciclista su strada italiano (n. 1933)
- 28 giugno - Otello Ceccato, pittore italiano (n. 1928)
- 28 giugno - Piero Nelli, regista, scrittore e autore televisivo italiano (n. 1926)
- 28 giugno - Meshach Taylor, attore statunitense (n. 1947)
- 28 giugno - Gina Tiossi, italiana (n. 1922)
- 29 giugno - Paul Horn, flautista e sassofonista statunitense (n. 1930)
- 29 giugno - Avraham Kalmi, calciatore israeliano (n. 1939)
- 29 giugno - Don Matheson, attore televisivo statunitense (n. 1929)
- 29 giugno - Mahir Abd al-Rashid, generale iracheno (n. 1942)
- 30 giugno - Bruno Antonucci, politico italiano (n. 1936)
- 30 giugno - Pierre Bec, linguista e filologo francese (n. 1921)
- 30 giugno - Ada Burrone, attivista e scrittrice italiana (n. 1933)
- 30 giugno - Alejandra Da Passano, attrice argentina (n. 1947)
- 30 giugno - Bob Hastings, attore e doppiatore statunitense (n. 1925)
- 30 giugno - Gianni Lancia, ingegnere e imprenditore italiano (n. 1924)
- 30 giugno - Paul Mazursky, regista, sceneggiatore e attore statunitense (n. 1930)
- 30 giugno - Sergio Robbiano, designer italiano (n. 1966)
- 30 giugno - Frank M. Robinson, scrittore statunitense (n. 1926)
- 30 giugno - Maria Luisa Spaziani, poetessa, traduttrice e aforista italiana (n. 1922)
- 30 giugno - Željko Šturanović, politico montenegrino (n. 1960)